# ديفيد وايز (متزحلق حر)
ديفيد وايز (بالإنجليزية: David Wise)‏ هو متزحلق حر أمريكي، ولد في 30 يونيو 1990 في رينو في الولايات المتحدة.

## وصلات خارجية
- ديفيد وايز على موقع الاتحاد الدولي للتزلج (التزلج الحر) (الإنجليزية)
- ديفيد وايز على موقع اللجنة الأولمبية الدولية (الإنجليزية)
- ديفيد وايز على موقع أوليمبيديا (الإنجليزية)
- ديفيد وايز على موقع اللجنة الأولمبية والبارالمبية الأمريكية (الإنجليزية)
- ديفيد وايز على موقع ألعاب إكس (مؤرشف) (الإنجليزية)